# Pascal Barbot
Pascal Barbot, né le 7 juin 1972 à Vichy (Allier), est un chef cuisinier français, dont le restaurant parisien L'Astrance a été triplement étoilé de 2007 à 2018.
Son restaurant a également figuré plusieurs années dans le classement des 50 meilleurs restaurants au monde établi par le 50 World's best restaurants, où il était en 13e position en 2011.

## Parcours
Pascal Barbot grandit dans le Bourbonnais et est collégien à Varennes-sur-Allier. Après un baccalauréat professionnel à l'école hôtelière de Vichy, Pascal Barbot commence sa carrière professionnelle au Buron de Chaudefour, à Chambon-sur-Lac. Il part ensuite à Clermont-Ferrand puis à Londres chez Joël Antunes aux Saveurs. En 1993, il fait son service national dans la marine en Nouvelle-Calédonie où il devient le cuisinier de l'amiral du Pacifique.
De 1994 à 1998 il travaille avec Alain Passard dans son restaurant L'Arpège à Paris. En 1996, L'Arpège décroche une troisième étoile au guide Michelin.
En 2000 il ouvre, avec Christophe Rohat (également ancien de L'Arpège) son restaurant L'Astrance à Paris. Le restaurant reçoit une étoile Michelin au bout de cinq mois, et la troisième en 2007.
L'édition 2019 du Guide Michelin lui retire une étoile, ce qui porte l'Astrance à deux étoiles.
En 2020, Pascal Barbot et Christophe Rohat déménagent leur restaurant dans un local plus grand, l'ancien Jamin, où Joël Robuchon avait également travaillé,. Le restaurant, depuis lors, est doté d'une étoile.
Pascal Barbot a formé plusieurs femmes chef de la nouvelle génération : Adeline Grattard, Tatiana Levha, Agata Felluga et Manon Fleury.